# Панков Анатолій Олексійович
Анатолій Олексійович Панков (3 липня 1921 — ?) — український радянський діяч, голова виконавчого комітету Трускавецької міської ради народних депутатів Львівської області. Депутат Львівської обласної ради депутатів трудящих.

## Біографія
Освіта вища.
Член КПРС.
На 1951 рік — директор автотранспортної контори тресту «Бориславнафта».
До 1963 року — директор Дрогобицького автобусно-таксомоторного парку.
У березні 1963 — грудні 1979 року — голова виконавчого комітету Трускавецької міської ради депутатів трудящих (народних депутатів) Львівської області.
Потім — на пенсії в місті Дрогобичі Львівської області.

## Нагороди
- ордени
- медалі
- Почесна грамота Президії Верховної Ради Української РСР (2.06.1977)